# Garde côtière néerlandaise des Caraïbes
La Garde côtière néerlandaise des Caraïbes (DCCG)  ( néerlandais : Kustwacht Caribisch Gebied ; en abrégé : KWCARIB) est la garde côtière du Royaume des Pays-Bas dans les Caraïbes néerlandaises. L'unité est un effort conjoint entre tous les pays constitutifs du Royaume . Avant la dissolution de la fédération des Antilles néerlandaises, elle était connue comme les Antilles néerlandaises et la Garde côtière d'Aruba (NA&A CG) et elle est une division de la Marine royale néerlandaise.

## Fonctions
- Détection et contrôle: drogues, contrôle frontalier, contrôle douanier en mer, pêche et surveillance environnementale et surveillance de la sécurité des transports maritimes.
- Services: Centre de coordination et de sauvetage, gestion des communications radio de détresse et de sécurité en mer, recherche et sauvetage et soutien aux imprévus maritimes.

## Organisation
La DCCG est un partenariat entre Aruba, Saint-Martin (Sint Maarten), Curaçao et les Pays-Bas. Le personnel de la Garde côtière est composé de tous les pays constitutifs. Elle est une organisation du Royaume relevant directement du Conseil d'État des ministres du Royaume. Le commandant des forces navales de la marine royale néerlandaise dans les Caraïbes (CZMCARIB) est également le directeur de la Garde côtière.
Les ministères des quatre parties du Royaume déterminent la politique de la Garde côtière. Pour rationaliser la formulation de la politique, la Commission de la Garde côtière a été formée. Ce comité est composé de fonctionnaires de différents ministères. La Commission de la Garde côtière assure également les budgets et les rapports annuels. La politique judiciaire de la Garde côtière est déterminée par les trois ministres de la justice des pays du Royaume. Le contrôle de l'exécutif des garde-côtes en matière judiciaire est assuré par les procureurs généraux d'Aruba, de Curaçao, de Saint-Martin et des Pays-Bas. Le secrétaire à la défense est, au nom des ministres d'État, chargé de la gestion et du contrôle de la DCCG.

### Personnel
La Garde côtière compte environ 160 employés. Parmi eux, 140 proviennent d'Aruba, de Curaçao et de Saint-Martin, et 20 de la Marine royale néerlandaise. Ces 160 personnes sont principalement constituées de personnel effectivement déployé pour mener à bien les opérations et l'occupation des bases de la Garde côtière. De plus, une quinzaine d'employés travaillent 24 heures sur 24 au centre des opérations.

### Centres de soutien de la Garde côtière
La DCCG possède trois centres de soutien de la Garde côtière : à Aruba, Curaçao et Saint-Martin. De là, les bateaux de la Garde côtière patrouillent dans les eaux autour des îles. Les unités volantes de la Garde côtière sont stationnées à la Coast Guard Air Station Hato, à l'Aéroport international de Curaçao. Le Centre des garde-côtes lui-même est situé à Curaçao, sur la base navale de Parera.

## Équipement
La DCCG possède ses propres unités et utilise également des ressources de défense (principalement de la RNLN, d'un navire et du personnel). 

### Patrouilleurs

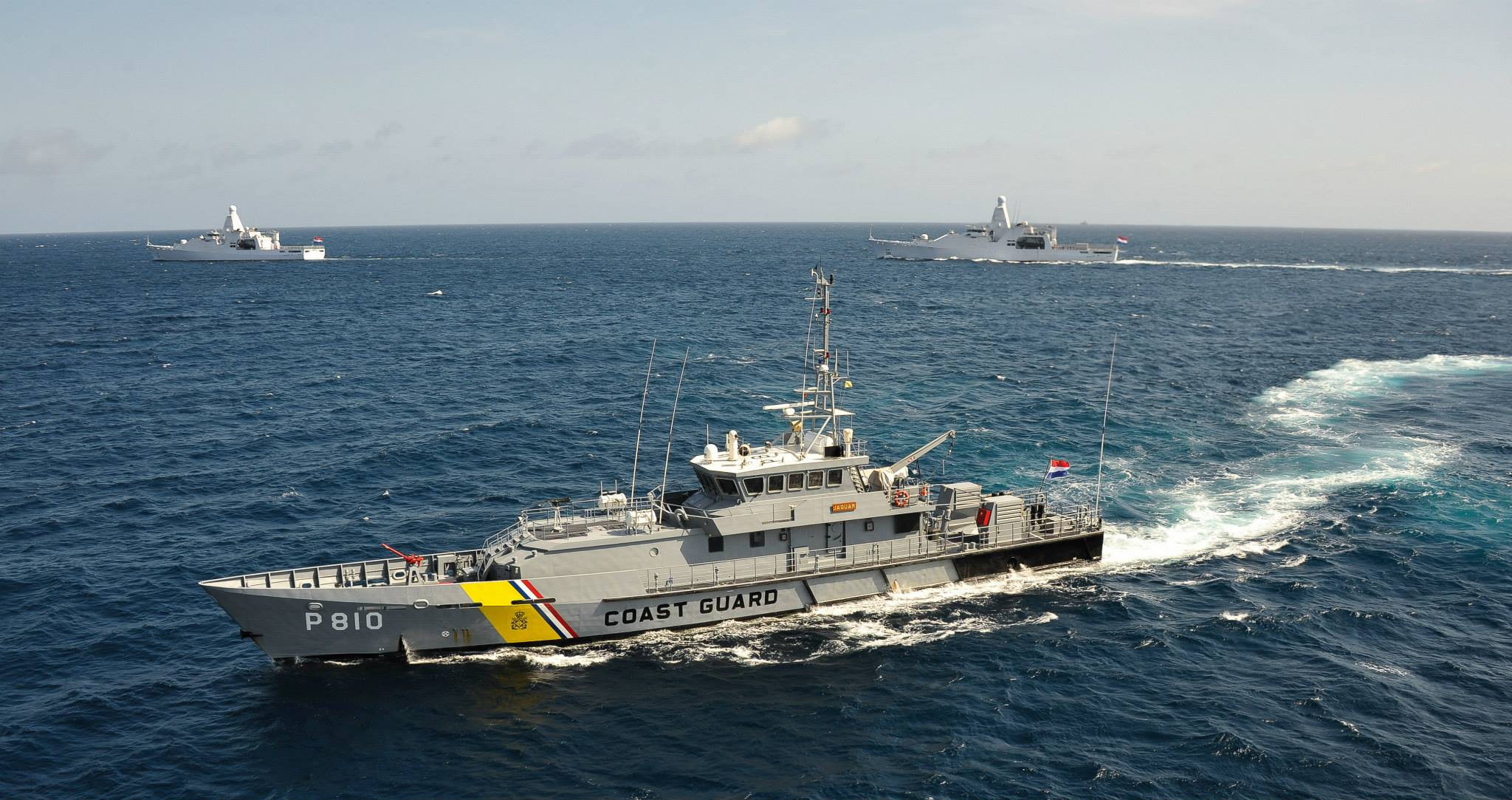
Le Jaguar

Les trois cotres de la Garde côtière, les Jaguar, Panther et Puma, sont des navires de patrouille de classe Damen Stan 4100 patrol vessel (en). Ils sont conçus pour être utilisés dans les eaux côtières des îles des Caraïbes et sont adaptés pour effectuer toutes les tâches de la garde côtière. Avec le RHIB embarqué, les opérations d'embarquement peuvent être effectuées. Le navire mesure plus de 41 mètres de long, a un équipage de onze personnes et une vitesse supérieure à 26 nœuds (48 km/h).
Chaque bateau possède un radar, des caméras infrarouges, des jumelles de vision nocturne, un ION-scan, une mitrailleuse fixe de 12,7 mm et un canon à eau rotatif. De plus, ils sont équipés de matériel photographique et vidéo pour recueillir des preuves. La DCCG prévoit de remplacer les couteaux d'ici 2018.

### Bateaux côtiers
Les bateaux côtiers sont principalement déployés à moins d'un mile de la côte. Les bateaux du type RHIB Sea 700 sont en service dans la Garde côtière depuis le 13 septembre 1997. Ils ont très adaptés pour effectuer des opérations d'embarquement sur d'autres bateaux sans les endommager. De plus, les bateaux, avec une vitesse supérieure à 40 nœuds (74 km/h), sont très rapides et bien capables de chasser des bateaux suspects et d'arrêter des suspects. La Garde côtière possède six de ces bateaux.
La Garde côtière possède douze bateaux pneumatiques à coque super rigide (SuperRHIB). Ces bateaux à grande vitesse, capables de vitesses supérieures à 40 nœuds (74 km/h) et très manœuvrables, sont très adaptés pour effectuer des opérations d'embarquement. Un équipage peut comprendre jusqu'à six personnes. Les SuperRHIB ont une longueur de 12,2 mètres, une largeur de 3,3 mètres, une hauteur de 3,3 mètres et un poids de 2 700 kg. Alors que les bateaux côtiers opèrent principalement près du rivage, les SuperRHIB opèrent à une distance beaucoup plus large et plus longue en mer. Les moteurs diesel in-bord et la forme plus longue de la coque permettent au SuperRHIB de faire face à des conditions météorologiques difficiles tout en conservant de bonnes caractéristiques de navigation.

### Navire de garde des Antilles
Le West Indies Guard Ship (WIGS) est un navire de la Marine royale néerlandaise qui tourne environ tous les six mois. Il s'agit généralement d'une frégate mais il peut également s'agir d'un autre navire. Ce navire transporte généralement un hélicoptère NHIndustries NH90 pour les tâches de recherche et de sauvetage et la poursuite des navires suspects.
Une équipe spéciale de l'United States Coast Guard peut être embarquée à bord du WIGS, autorisée à effectuer des embarquements au-delà des eaux territoriales des îles des Caraïbes néerlandaises. Cette coopération entre Aruba, Curaçao, les Pays-Bas, Saint-Martin et les États-Unis et d'autres acteurs est officialisée par le Joint InterAgency Task Force-South, situé à la Naval Air Station Key West, en Floride, aux États-Unis.

### Aéronefs

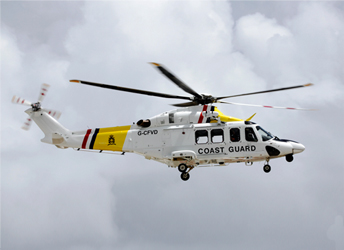
AW 139 de la DCCG

La Garde côtière emploie deux hélicoptères AgustaWestland AW139 pour la poursuite à grande vitesse et les opérations de recherche et de sauvetage . Ils sont stationnés à la station aérienne de la Garde côtière de Hato .
Depuis l'automne 2007, elle possède deux avions de patrouille maritime Bombardier Dash 8 (désignés MPA-D8). Ces avions sont construits pour les besoins spécifiques de la DCCG, basés sur les tâches de la Garde côtière telles que la recherche et sauvetage, la pêche et la surveillance environnementale.

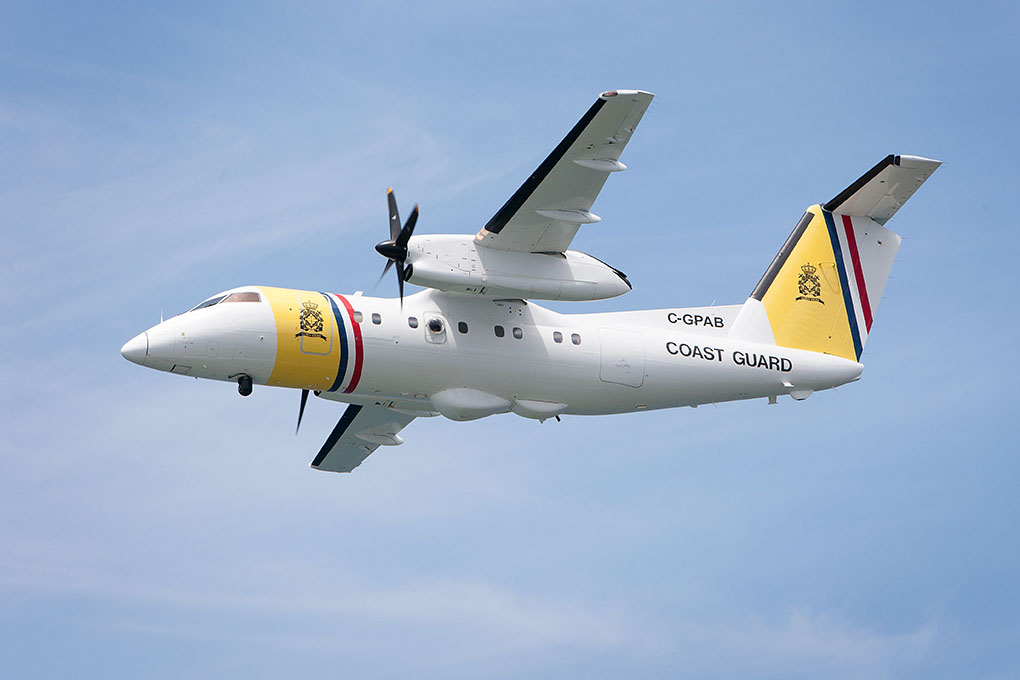
Dash 8 de la DCCG

Ces deux Dash 8 sont équipés de moyens modernes de jour et de nuit pour obtenir des résultats optimaux dans l'exercice de ses fonctions. Ces ressources comprennent des trappes lâchant des radeaux de sauvetage et des bouées dérivantes, un projecteur de haute puissance dans le nez de l'avion dans le but de voir et d'être vu dans les situations de recherche, un radar et un système logiciel de communication et d'interconnexion.  Outre ces fonctions, le Dash 8 peut être déployé avant, pendant et après les passages d'ouragans pour déplacer des personnes et des ressources vers les zones qui ont besoin d'aide. Pour ces missions, le Dash 8 sera converti en configurations d'avions de transport.